# Glonville
Glonville é uma comuna francesa na região administrativa de Grande Leste, no departamento de Meurthe-et-Moselle. Estende-se por uma área de 18,58 km². Em 2010 a comuna tinha 369 habitantes (densidade: 19,9 hab./km²).